# Dutch Beer Challenge 2024
De tiende editie van de Dutch Beer Challenge vond plaats op 10 april 2024. Ongeveer 150 Nederlandse brouwerijen stuurden gezamenlijk 493 bieren in voor deze wedstrijd.

## Winnaars
Op 15 mei werden in de Geertekerk in Utrecht 28 gouden, 31 zilveren en 32 bronzen medailles uitgereikt aan 54 winnende brouwerijen. In totaal waren er 91 winnende bieren. Vijf brouwerijen behaalden elk twee gouden medailles: Hooglander Bier, Uiltje Brewing Company, Texelse Bierbrouwerij, Oedipus Brewing en de Gooische Bierbrouwerij. De Gooische Bierbrouwerij ontving daarnaast drie zilveren medailles en werd met vijf medailles de meest onderscheiden deelnemer van deze editie. De Mitra Award voor 'Het Beste Bier van Nederland 2024' werd toegekend aan Bavaria Pilsener.
Hieronder een overzicht van de bieren die een medaille hebben gewonnen in de Dutch Beer Challenge van 2024.

### Amber Ale
| Bier                                          | Brouwerij                | Subcategorie            | Prijs  |
| --------------------------------------------- | ------------------------ | ----------------------- | ------ |
| Texels Skuumkoppe                             | Texelse Bierbrouwerij    | Pale Ale/Speciale Belge | Goud   |
| Venloosch Alt                                 | Lindeboom Bierbrouwerij  | Pale Ale/Speciale Belge | Zilver |
| De Klep Wit Gold                              | Brouwerij De Klep        | Pale Ale/Speciale Belge | Zilver |
| Vuur & Vlam                                   | Brouwerij De Molen       | IPA                     | Goud   |
| Castellum Westcoast IPA Nelson Sauvin x Citra | Brouwerij de 12 Stuyvers | IPA                     | Zilver |
| High Hops I.P.A.                              | Brouwerij Maximus        | IPA                     | Brons  |
| Hooglander DDH Double IPA                     | Hooglander Bier          | Double/Imperial IPA     | Goud   |
| Kaapse Jack on Steroids V5                    | Kaapse Brouwers          | Double/Imperial IPA     | Zilver |
| Dr. Raptor                                    | Uiltje Brewing Company   | Double/Imperial IPA     | Brons  |
| De Kommies                                    | Brouwerij de Smokkelaar  | Double/Imperial IPA     | Brons  |
| País Tropical                                 | Oedipus Brewing          | Session IPA             | Goud   |
| Little Smuling                                | Poesiat & Kater          | Session IPA             | Zilver |
| Frisky                                        | vandeStreek              | Session IPA             | Brons  |
| Ketelbinkie                                   | Brouwerij Homeland       | Session IPA             | Brons  |
| Hats, Hops & Warm Socks                       | Uiltje Brewing Company   | Hazy IPA/NEIPA          | Goud   |
| Double Juice Punch                            | Frontaal Brewing Company | Hazy IPA/NEIPA          | Zilver |
| Life's A Beach                                | Jopen Bier               | Hazy IPA/NEIPA          | Brons  |

### Blond
| Bier                         | Brouwerij                      | Subcategorie   | Prijs  |
| ---------------------------- | ------------------------------ | -------------- | ------ |
| Bavaria Pilsener             | Royal Swinkels                 | Pils           | Goud   |
| Bavaria Pilsener Glutenfree  | Royal Swinkels                 | Pils           | Zilver |
| Lindeboom Pilsener           | Lindeboom Bierbrouwerij        | Pils           | Brons  |
| Swinckels' Superior Pilsener | Royal Swinkels                 | Pils           | Brons  |
| Saison                       | Brouwerij De 7 Deugden         | Saison         | Goud   |
| Gooisch Saison               | Gooische Bierbrouwerij         | Saison         | Zilver |
| Fervent Farmhouse            | Burgunder Bier                 | Saison         | Brons  |
| Texels Zeebries Blond        | Texelse Bierbrouwerij          | Licht Blond    | Goud   |
| 't Gouden IJ                 | Brouwerij 't IJ                | Licht Blond    | Zilver |
| Lentebock                    | De Hollandse Pilsener Fabriek  | Blond-/Meibock | Goud   |
| Hendrik 1                    | Brouwerij Mommeriete           | Blond-/Meibock | Zilver |
| PaasIJ                       | Brouwerij 't IJ                | Blond-/Meibock | Brons  |
| Gajes                        | Bruut Bier                     | Zwaar Blond    | Goud   |
| Duits & Lauret Extra Blond   | Brouwerij Duits & Lauret       | Zwaar Blond    | Zilver |
| Brand Krachtig Blond         | Brand Bierbrouwerij / Heineken | Zwaar Blond    | Brons  |
| Scheepstimmerman             | Bierbrouwerij De Magistraat    | Tripel         | Goud   |
| Gooisch Tripel               | Gooische Bierbrouwerij         | Tripel         | Zilver |
| High Five                    | Breugem Bier                   | Tripel         | Brons  |
| Oedipus Pilsner              | Oedipus Brewing                | Hoppy Lager    | Goud   |
| Maris Hoppy Lager - Cold IPA | Maris Lager                    | Hoppy Lager    | Zilver |
| DDH India Pale Lager         | De Hoppenaar                   | Hoppy Lager    | Brons  |

### Donker
| Bier                 | Brouwerij                      | Subcategorie    | Prijs  |
| -------------------- | ------------------------------ | --------------- | ------ |
| Gouverneur Dubbel    | Lindeboom Bierbrouwerij        | Licht Donker    | Goud   |
| Hertog Jan Karakter  | Hertog Jan                     | Licht Donker    | Zilver |
| La Trappe Dubbel     | Bierbrouwerij de Koningshoeven | Licht Donker    | Brons  |
| Darkness             | DAVO Bieren                    | Licht Donker    | Brons  |
| Thialfi Bükke        | Burgunder Bier                 | Bock/Dubbelbock | Goud   |
| Brand Dubbelbock     | Brand Bierbrouwerij / Heineken | Bock/Dubbelbock | Zilver |
| Lindeboom Bock       | Lindeboom Bierbrouwerij        | Bock/Dubbelbock | Brons  |
| Blauwst'rig          | IV:UUR Bierbrouwerij           | Dark/Black IPA  | Zilver |
| Gooisch Stout        | Gooische Bierbrouwerij         | Stout/Porter    | Goud   |
| All Black            | Stanislaus Brewskovitch        | Stout/Porter    | Zilver |
| Bucket of Mud        | Pigs & Bears Brewing Company   | Stout/Porter    | Brons  |
| Boschdal Quadrupel   | Brouwerij Boschdal             | Zwaar Donker    | Goud   |
| Wispe Quadrupel      | Wispe Brouwerij                | Zwaar Donker    | Zilver |
| Heavy Henky          | Henky                          | Zwaar Donker    | Brons  |
| 1818                 | Brouwerij Maallust             | Zwaar Donker    | Brons  |
| Heer van Gramsbergen | Brouwerij Mommeriete           | Imperial Stout  | Goud   |
| Imperial Stout       | Brewdistrict24                 | Imperial Stout  | Zilver |
| It's a Sin           | Brouwerij Kees                 | Imperial Stout  | Brons  |
| Imperial Stout       | Bierbrouwerij Wentersch        | Imperial Stout  | Brons  |

### Innovatie/Speciaal
| Bier                                          | Brouwerij                      | Subcategorie                | Prijs  |
| --------------------------------------------- | ------------------------------ | --------------------------- | ------ |
| Jimmy Sauvin - Grape Ale                      | Thorns Wit                     | Fruit                       | Goud   |
| Kriek Wak Wow                                 | Brouwerij Grensgeval           | Fruit                       | Zilver |
| Lekker Bakske Kobi!                           | Uiltje Brewing Company         | Houtgelagerd                | Goud   |
| BA 01                                         | Brouwerij Maallust             | Houtgelagerd                | Zilver |
| Duits & Lauret Houtgerijpte Rook Dubbelbock   | Brouwerij Duits & Lauret       | Rook                        | Goud   |
| Othmar Rauch                                  | Othmar                         | Rook                        | Zilver |
| Witte Rook                                    | Jopen Bier                     | Rook                        | Brons  |
| Gooisch Zwart                                 | Gooische Bierbrouwerij         | Speciaal (Minder dan 6 ABV) | Goud   |
| Black Porter                                  | Black Beer Society             | Speciaal (Minder dan 6 ABV) | Zilver |
| De Klep Ôs Alt                                | Brouwerij De Klep              | Speciaal (Minder dan 6 ABV) | Brons  |
| Hop Zij Met Ons                               | Jopen Bier                     | Speciaal (Minder dan 6 ABV) | Brons  |
| Mint To Be                                    | Jopen Bier                     | Speciaal (Meer dan 6 ABV)   | Goud   |
| Black & Tan                                   | Brouwerij De Molen             | Speciaal (Meer dan 6 ABV)   | Zilver |
| GlühWeizen                                    | Brouwerij Hoop                 | Speciaal (Meer dan 6 ABV)   | Zilver |
| Two Tales                                     | Rigtersbier                    | Speciaal (Meer dan 6 ABV)   | Brons  |
| Bottle Brew 2                                 | Brouwerij Kees                 | Speciaal (Meer dan 6 ABV)   | Brons  |
| Brouwboerderij - Bretttûne Fruit - Kers Cider | Grutte Pier Brouwerij          | Sour/Brett                  | Goud   |
| Salty Sour                                    | Gooische Bierbrouwerij         | Sour/Brett                  | Zilver |
| Pamela Vintage 2022                           | Oedipus Brewing                | Sour/Brett                  | Brons  |
| Brand Weizen 0.0                              | Brand Bierbrouwerij / Heineken | Alcoholvrij                 | Zilver |
| Budels 0.0% Malty Dark                        | Budelse Brouwerij              | Alcoholvrij                 | Brons  |
| Fun House Non Alcoholic NEIPA                 | vandeStreek Bier               | Alcoholarm                  | Goud   |
| Nonnetje Wit                                  | Jopen Bier                     | Alcoholarm                  | Zilver |
| Juice Punch 0.5                               | Frontaal Brewing Company       | Alcoholarm                  | Brons  |
| Free I.P.A.                                   | Brouwerij 't IJ                | Alcoholarm                  | Brons  |
| Hertog Jan Grand Prestige                     | Hertog Jan                     | Gerstewijn (Barley Wine)    | Goud   |
| Hooglander #LaDolceVita                       | Hooglander Bier                | Pastry                      | Goud   |
| Proemevlaai                                   | Aspro Brews                    | Pastry                      | Zilver |

### Tarwe-/Granenbier
| Bier                    | Brouwerij                      | Subcategorie | Prijs  |
| ----------------------- | ------------------------------ | ------------ | ------ |
| Korenwolf Wit           | Gulpener Bierbrouwerij         | Witbier      | Goud   |
| La Trappe Witte Trapist | Bierbrouwerij de Koningshoeven | Witbier      | Zilver |
| Witte Parel             | Budelse Brouwerij              | Witbier      | Brons  |
| Budels Weizen           | Budelse Brouwerij              | Weizen       | Goud   |
| Paradise Weizen         | Brouwerij Kompaan              | Weizen       | Zilver |
| Hertog Jan Weizener     | Hertog Jan                     | Weizen       | Brons  |